# Бильзен
Бильзен (нем. Bilsen) — община в Германии, в земле Шлезвиг-Гольштейн. 
Входит в состав района Пиннеберг. Подчиняется управлению Ранцау.  Население составляет 723 человека (на 31 декабря 2010 года). Занимает площадь 6,20 км².